# Tomoya Kitamura
Tomoya Kitamura (北村 知也 Kitamura Tomoya?, Miyazaki, 15 de septiembre de 1996) es un futbolista japonés que juega como delantero en el Atletico Suzuka Club de la Japan Football League.

## Trayectoria
En 2019 se unió al Roasso Kumamoto.

## Clubes
| Club                 | País  | Año       |
| -------------------- | ----- | --------- |
| Roasso Kumamoto      | Japón | 2019-2021 |
| Tegevajaro Miyazaki  | Japón | 2022-2024 |
| Atletico Suzuka Club | Japón | 2025-     |